# Condado de Butte (Idaho)
O Condado de Butte é um dos 44 condados do Estado americano do Idaho. A sede do condado é Arco, que é também a sua maior cidade. O condado tem uma área de 5787 km² (dos quais 2 km² estão cobertos por água), uma população de 2899 habitantes, e uma densidade populacional de 0,5 hab/km² (segundo o censo nacional de 2000). O condado foi fundado em 1917. Recebeu o seu nome a partir do Big Southern Butte, uma formação rochosa.